# Cadă

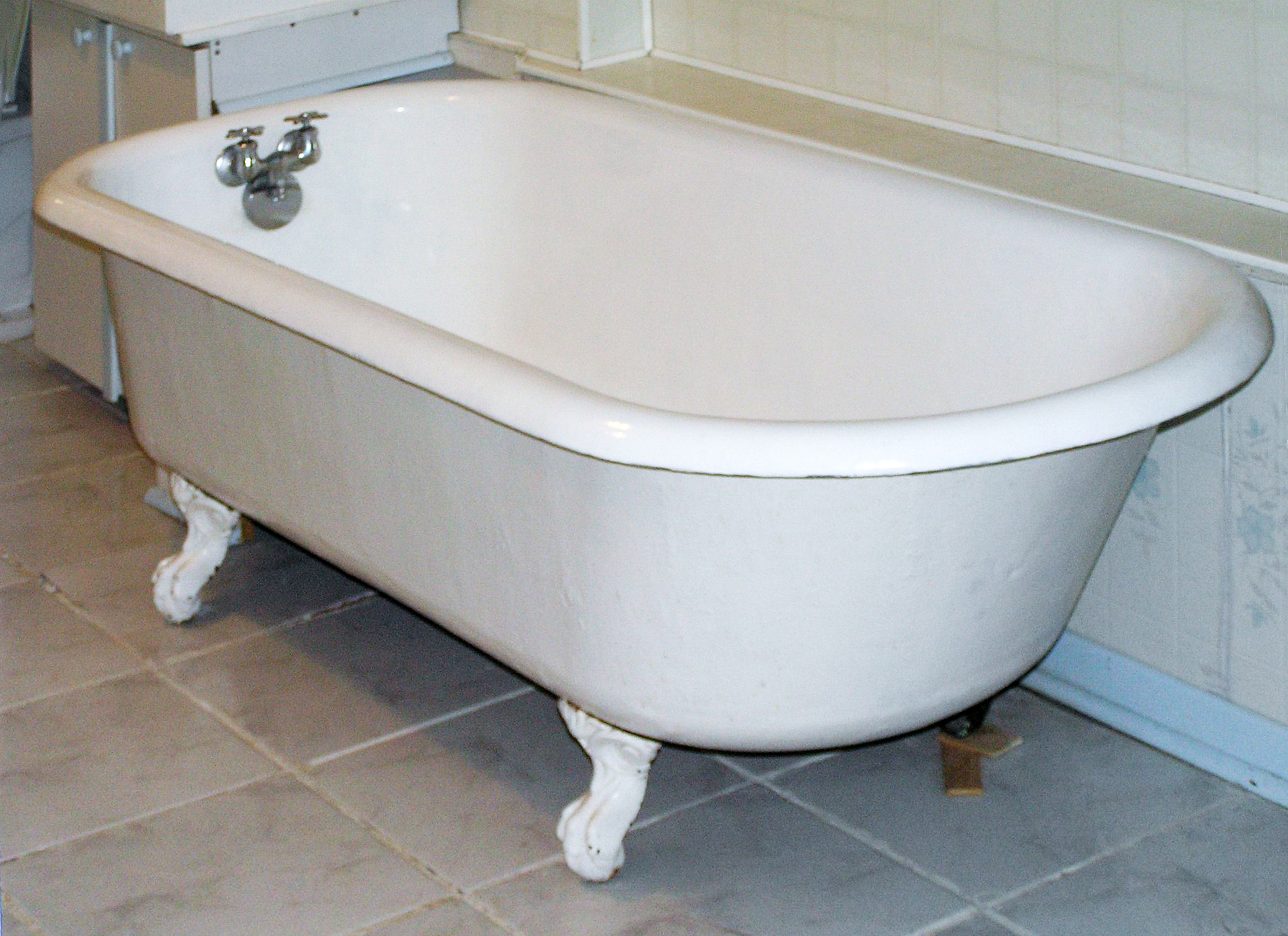
O cadă.

Cadă (sau, în limbaj popular, vană)  este o instalație în care se face baie. Cele mai moderne căzi sunt făcute din acrilic sau fibră de sticlă, dar se pot fabrica și din oțel emailat și uneori din lemn rezistent la apă. O cadă este de obicei plasată într-o baie, și poate avea și duș.

## Jacuzzi
Jacuzzi-ul este o cadă mai mare, pătrată, care se foloseste la relaxare și uneori în terapii.

## Istorie
La început ideea de a "face baie" își avea originile în ritualurile religioase, precum și în cele ce priveau vrăjitoria, nefiind asociată însă cu igiena. Din timpuri străvechi ideea de a te "îmbăia" a fost privită ca un ritual sacru în foarte multe culturi din lume. Egiptenii antici se spălau înainte de a se ruga la zei, crezând că atât corpul cât și spiritul trebuie să fie pure în prezența acestora. Creștinii credau că îmbăierea îi ajută să spele păcatul originar. Pentru credincioșii hinduși "baia" era un ritual anual care se desfășura numai în apele sacre ale râului Gange.
Utilizarea îmbăierii cu scopul asigurării igienei a fost pentru prima dată introdusă de către romanii antici. În jurul anilor 500 i.Hr. romanii erau încurajați să se spele zilnic la una dintre băile publice existente la aceea vreme. Cu timpul baia publică a devenit la modă în majoritatea orașelor din Imperiu, devenind centru de recreație prin introducerea sălilor de gimnastică, a teatrelor, librăriilor și grădinilor. Băile Romane erau adevărate opere de artă în ceea ce privește arhitectura, reprezentând simbolul luxului și al bunăstării în acea perioadă. Pereții băilor erau îmbrăcați în marmură iar tavanele erau decorate cu mozaicuri de diferite culori. Bateriile sanitare erau realizate din argint iar statuile erau omniprezente, între care se aflau dulapuri mici. Apa caldă era furnizată prin furnale și tevi în camera de baie iar camera era incălzită prin fum și aburi care circulau pe sub podea și prin pereții goi. Prima Baie Publică Romană de dimensiuni mari a fost construită de către Agrippa în 27 i.Hr., el fiind deschizător de drum în realizarea acestor capodopere, iar mai apoi și alții au continuat lucrarea sa, așa cum sunt: Nero în 65 d.Hr., Titus în 81 d.Hr., Domitian în 95d.Hr., Traian în 100 d.Hr. Băile din Caracalla, construite în anul 217 d.Hr., adăposteau 1600 de persoane într-o zonă în care era inclus și un stadion iar Diocletian a construit băi publice în anul 302 d.Hr. în care intrau 3200 de persoane în același timp.
Cu trecea timpului metodele de îmbăiere au fluctuat între aspecte publice și personale, până când oamenii și-au dat seama de importanța "îmbăierii" și din punct de vedere medical, ceea ce a dus la schimbarea concepției de la o problemă socială la una personală. Foarte multe ruine ale băilor publice de altă dată rezistă încă. După prăbușirea Imperiului Roman multe dintre băile publice au fost distruse însă acestea au continuat tradiția în Imperiul de Est și au fost adoptate mai apoi de către arabi, băile turcești fiind descendentele celor romane. Camerele de baie primeau noțiunea de privat, erau mult mai împodobite cu decorațiuni și erau formate din căzi de baie săpate în podea, care nu erau adânci, însă ocupau întreaga cameră. Doar cei foarte bogați își permiteau să aibă o asemenea cameră. Se folosea marmura pentru căzile de baie, plumb și bronz pentru conducte și a fost creat un sistem de canalizare foarte complex pentru igienă. Contrar concepției populare îmbăierea nu a dispărut în urma prăbușirii Imperiului Roman. 	
Primele sisteme de instalații sanitare au apărut în jurul anilor 3300 î.Hr., lucru știut în urma descoperirii unor țevi de apă confecționate din cupru, găsite sub un palat din valea râului Indus, din India. Dovada primei căzi de baie, însă, a fost găsită în Insula Creta, în Grecia. Cada era introdusă la o adâncime de 1,5 m pe un piedestal și era realizată din ceramică intărită, acest model fiind strămoșul căzii de baie clasice, la modă în secolul al XIX-lea. Ruinele palatului din Knossos, Creta, au dezvăluit un număr de camere de baie care erau aprovizionate printr-un sistem avansat de canalizare. Primele vase grecești destinate îmbăierii erau prea mici pentru a susține o persoană.
În Europa oamenii nu foloseau căzile de baie ci se spălau în albiile râurilor. În Evul Mediu, în anumite comunități, îmbăierea era considerată un păcat, un act de mândrie. Mulți aristocrați din perioada medievală se lăudau cu faptul că nu se îmbăiau niciodată, de aceea multe din palatele ce există și în zilele noastre nu aveau instalații sanitare, cum este de exemplu Castelul Louvre din Versailles, Franța. Chiar și regina Elisabeta a Angliei se spăla o data pe lună, în mod obligatoriu.
În Anglia prima cadă de baie a fost introdusă în anul 1828. În Statele Unite, până în secolul al XIX-lea, majoritatea țevilor pentru apă erau confecționate din copaci găunoși. În jurul anilor 1800 producția de fier trimisă Americii de către Anglia a început să se reducă. Prima cadă de baie din America era formată din tuburi din lemn căptușite cu metal, iar apa se turna în cadă manual, cu ajutorul unor vase. După răspândirea unui zvon medical negativ privind beneficiile ce le aduce o cadă de baie, acestea au fost interzise în Boston in 1845. În anul 1848 Decretul Național de Sănătate Publică a fost promulgat iar în anul 1883 Compania de Manufactură Sanitară Standard și Compania Kohler au început producerea căzilor de baie realizate din metal. Un astfel de exemplar a fost promovat ca fiind "o troacă pentru cal, însă dacă i se adaugă patru picioare aceasta va putea fi utilizată ca și o cadă". Utilizarea căzii sub forma de "troacă" a fost considerată un punct de marketing mai important decât abilitatea sa de a funcționa ca și o cadă de baie. Toată lumea știa ce reprezintă "troaca" însă majoritatea oamenilor de atunci nu făcuseră niciodată baie într-o cadă. 
În anul 1851 a fost instalată prima cadă de baie la Casa Albă pentru Millard Fillmore când, în cele din urmă, oamenii și-au dat seama de importanța căzii de baie datorită suprafeței sale ușor de curățat, ceea ce prevenea răspândirea bolilor. Prima baie publică din America si-a deschis porțile în anul 1852. Cu câteva decenii înaintea secolului XX multe apartamente din America erau prevăzute cu căzi de baie în bucătărie, iar când emigranții europeni au ajuns aici, mulți au considerat cada ca și un lux ce nu este necesar, așa că o foloseau pentru plantarea florilor și a legumelor. În mod tradițional, în Japonia, cada de baie era așezată afară în grădină, fiind umplută cu apă foarte fierbinte. Toată familia se îmbăia împreună, în același timp.
Sfârșitul primului Război Mondial a adus o nouă concepție în construirea băiilor moderne, deoarece acestea, înainte de război, erau dormitoare convertite în băi și nu camere special construite cu scop sanitar. Până la sfârșitul secolului XX camera de baie era echipată cu chiuvetă, toaletă și cadă de baie, care era prevazută cu patru picioare decorate cu diferite încrustrații, asta în condițiile în care în anul 1921 nimeni nu deținea o astfel de cameră. În a doua jumătate a secolului XX, cada de baie cu patru picioare a fost transformată într-o cadă zidită. Acest stil de cadă de baie a permis o întreținere mai ușoară, mai ales că în anul 1928 au fost introduse culorile în camerele de baie, de aceea afluența de opțiuni de design și mentenanță facilă a căzilor de baie a dus la retragerea de pe piață a căzilor cu picior.
Până nu demult căzile de baie din tablă sau fontă erau o inovație în domeniul obiectelor sanitare, însă relativ recent acrilul sanitar s-a dovedit un bun material pentru realizarea căzilor de baie durabile, rezistente și ușor de întreținut. 